# Abraham Kabana Sita
Abraham Kabana Sita (Kinshasa, 29 november 1986) is een voormalig voetballer afkomstig uit Congo-Kinshasa die als verdediger speelde
Hij speelde in Kameroen voor Cosmos, Sosuscam en Espérance Guider. In het seizoen 2008/09 kwam hij op amateurbasis uit voor TOP Oss. Kabana Sita maakte zijn debuut in het betaalde voetbal op 15 september 2008 in de uitwedstrijd in de Eerste divisie tegen VVV-Venlo (3-1) als invaller na 85 minuten voor Yvo van Engelen. In januari 2009 verliet hij de club. Tussen 2011 en 2015 speelde hij voor het Zwitserse FC Meisterschwanden

## Carrière
| Seizoen | Club    | Wedstrijden | Doelpunten | Competitie     |
| ------- | ------- | ----------- | ---------- | -------------- |
| 2008/09 | TOP Oss | 3           | 0          | Eerste divisie |
| Totaal  |         | 3           | 0          |                |